# Partito Popolare Sammarinese
Il Partito Popolare Sammarinese (PPS) fu un partito politico attivo a San Marino fra il 1919 e il 1926, predecessore dell'attuale Partito Democratico Cristiano Sammarinese e controparte del Partito Popolare Italiano.

## Storia
Fondato dopo la definitiva abrogazione del non expedit, alle elezioni del 1920 sfiorò la maggioranza assoluta vincendo 29 dei sessanta seggi in palio. In seguito alla dissennata politica massimalista dei socialisti, che si autoesclusero dalle istituzioni democratiche per seguire una via rivoluzionaria, il PPS fu lasciato solo a contenere l'ondata dei fascisti, cui seppero tener testa ancor peggio di quanto fecero i confratelli italiani.
Inserito nella lista unica del Blocco patriottico per le elezioni del 1923, il PPS fu sciolto dai fascisti locali non appena questi ebbero l'appoggio di Benito Mussolini.

## Risultati elettorali
|                 | Lista                       | Voti                         | % | Seggi |    |
| Politiche 1920  | Consiglio Grande e Generale | Partito Popolare Sammarinese |   |       | 29 |
| Suppletive 1921 | Consiglio Grande e Generale | Partito Popolare Sammarinese |   |       | 39 |